# Mario Cipollina
Mario Carlo Cipollina (* 10. November 1954 in San Rafael) ist ein US-amerikanischer Musiker und Gründungsmitglied der Rockband Huey Lewis & the News. Als Bassist gehörte er der Gruppe von 1979 bis zu seinem Ausstieg im Jahr 1995 an. Er ist der Bruder des 1989 verstorbenen Gitarristen von Quicksilver Messenger Service, John Cipollina.

## Biografie
Mario Cipollina gründete als Fünfzehnjähriger gemeinsam mit seinem Bruder, der Quicksilver Messenger Service verlassen hatte, 1970 die Band Copperhead. Er wurde jedoch von seinen Eltern gezwungen, die Gruppe wieder zu verlassen, kurz bevor diese ihren Plattenvertrag unterschrieb.  Er war auch Mitglied von Terry and the Pirates und Tony Williams Lifetime. Außerdem war er Mitglied der Band Sound Hole, der auch Johnny Colla angehörte und die 1975 die Single Everyday (For The Rest Of My Life) veröffentlichte.
Beide Musiker gründeten 1979 zusammen mit Huey Lewis, Sean Hopper und Bill Gibson die Gruppe Huey Lewis and the American Express. Nach ihrer Umbenennung in Huey Lewis & the News erhielt die Band einen Plattenvertrag.
Cipollina nahm mit der Band von 1980 bis 1994 sieben Alben auf und verließ die Gruppe 1995 nach der Tournee zum Album Four Chords & Several Years Ago. Er arbeitete seitdem unter anderem mit The Novato Frank Band, Jonathan Cain, Bill Champlin, Ozzie Ahlers, The Doobie Brothers, Johnny Nitro, Steve Lanza und Melvin Seals.

## Trivia
Cipollina benutzt für sein Bassspiel eine eher ungewöhnliche Methode, denn er spielt seine Bassgitarre mit einem sogenannten Fingerpick, einem Plektrum, welches auf den Daumen der Anschlagshand gesteckt wird. Diese Spielweise wird normalerweise bei Banjos oder Westerngitarren angewandt.

## Diskografie (Auszug)

### Mit Huey Lewis & The News
- Huey Lewis and The News (1980)
- Picture This (1982)
- Sports (1983)
- Fore! (1986)
- Small World (1988)
- Hard at Play (1991)
- Four Chords & Several Years Ago (1994)

### Mit The Doobie Brothers
- Sibling Rivalry (2000)

### Mit Bill Champlin
- He Started To Sing (1995)

### Mit Melvin Seals
- Melting Pot (2006)